# Natolin (powiat grodziski)
Natolin – wieś sołecka w Polsce położona w województwie mazowieckim, w powiecie grodziskim, w gminie Grodzisk Mazowiecki. Leży przy DW 579 łączącej Grodzisk Mazowiecki z Błoniem. 
We wsi usytuowane są firmy: Interchemal przy ulicy Chemicznej i Gefco przy ulicy Logistycznej.
W latach 1954–1968 wieś należała i była siedzibą władz gromady Natolin, po jej zniesieniu w gromadzie Grodzisk Mazowiecki. W latach 1975–1998 miejscowość należała administracyjnie do województwa warszawskiego.